# Рабирубия
Рабирубия, или кубинский желтохвост, или желтохвостый луциан (лат. Ocyurus chrysurus), — вид лучепёрых рыб из семейства луциановых, единственный в роде рабирубий (Ocyurus).

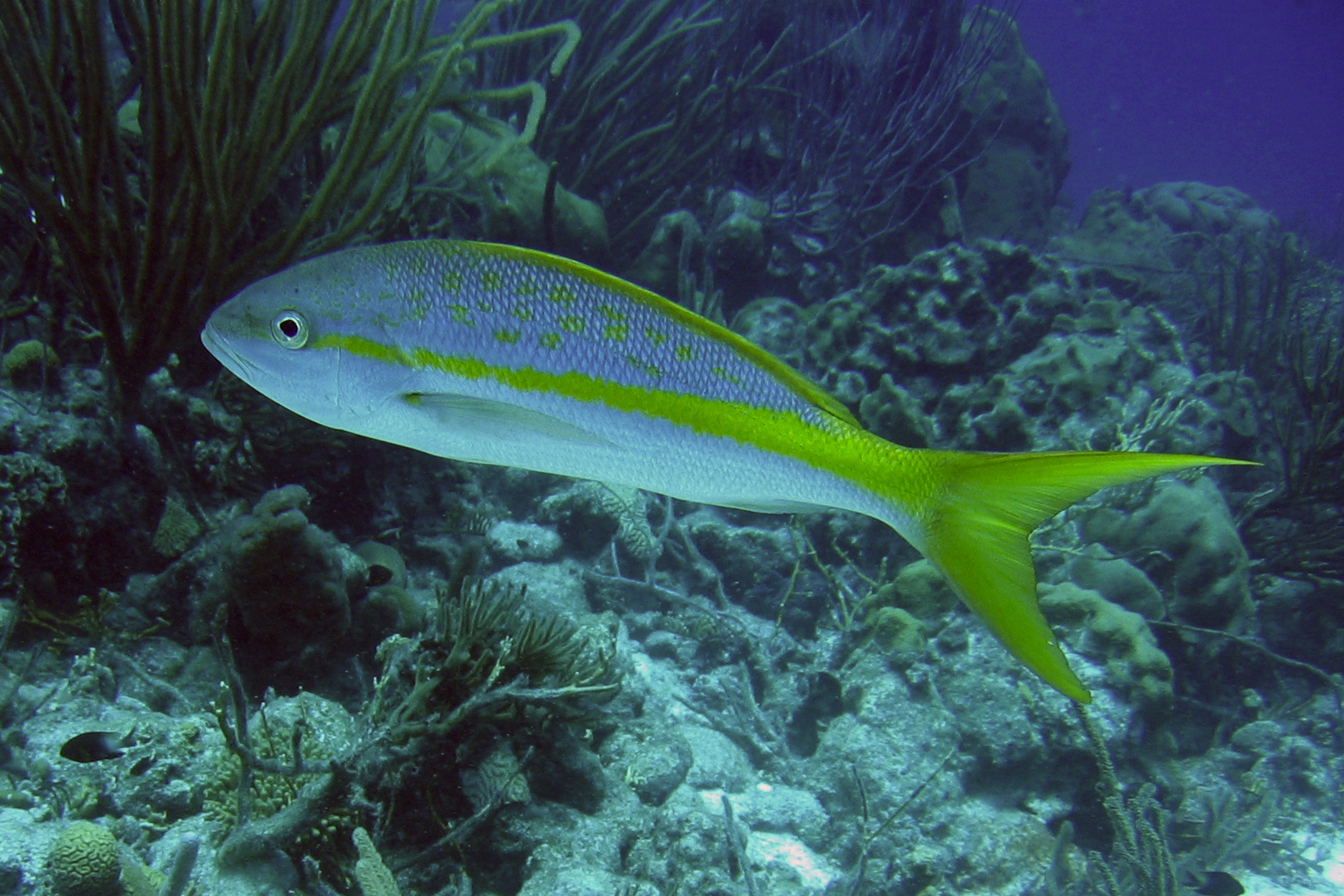
Подводное фото рабирубии (Ocyurus chrysurus)

Родиной вида является западная часть Атлантического океана, включая Мексиканский залив и Карибское море. Хотя отдельные особи встречались гораздо севернее, в районе штата Массачусетс, обычно рабирубия обитает южнее, от берегов Флориды до Вест-Индии и Бразилии. Данный вид встречается в основном у коралловых рифов, но может быть обнаружен и в других местах обитания. Рабирубия встречается как у поверхности воды, так и на глубине до 180 метров, хотя в основном плавает на глубине от 10 до 70 м.
Особи данного вида могут достигать 86,3 см в длину, хотя длина большинства не превышает 40 см. Максимальный зарегистрированный вес рабирубии — 4,1 кг. Это коммерчески важный вид рыб, его широко выращивают в рыбных хозяйствах. Кроме того, рабирубия пользуется популярностью у рыболовов и в общественных аквариумах. Этот вид является единственным известным представителем данного рода.
У некоторых рифов, особенно на архипелаге Флорида-Кис, эти красивые цветные рыбы плавают рядом с дайверами и любителями снорклинга. Рабирубия питается креветками, крабами, червями и мелкой рыбой. Они нерестятся группами на краях рифов с весны до осени, в значительной степени в середине лета.
Как правило, рабирубию ловят на глубине 9—30 м вокруг рифов. Наиболее распространенным методом является ловля на крючок с использованием замороженной рыбной приманки для привлечения рабирубии. Приманку помещают в сетчатый мешок или металлическую корзину и погружают в воду, и когда приманка медленно тает, небольшие кусочки рыбы опускаются на дно, где, как правило, питается рабирубия. Приманка позволяет держать рыб рядом с рыболовным судном в течение долгого времени.
Легкая снасть — общепринятое средство ловли рабирубии. Как правило, рыба настороженно относится к толстым лескам и крупным крючкам. Большинство рыб, пойманных рыболовами, от 20 до 35 см, хотя особи, достигающие 16 см в длину, тоже не редкость. Рабирубию можно поймать на различную приманку, в том числе на живых и замороженных креветок, кальмаров и самую разнообразную живую и замороженную мелкую рыбу. Рабирубия довольно осторожная рыба, и появление более крупных хищников, таких как дельфины или акулы, может отпугнуть косяки от приманки, пока хищник не покинет зону их досягаемости.
Большинство рыболовов ловят рабирубию в тёплое время, однако, их можно ловить в течение всего года. Рабирубия высоко ценится из-за её легкого плотного мяса и считается одним из лучших представителей семейства луциановых.